# Brzeźnik (województwo mazowieckie)
Brzeźnik – wieś w Polsce położona w województwie mazowieckim, w powiecie węgrowskim, w gminie Wierzbno. Ma status sołectwa.
W latach 1975–1998 miejscowość administracyjnie należała do województwa siedleckiego.
Wierni Kościoła rzymskokatolickiego należą do parafii św. Mikołaja w Dobrem.